# 이강 (1878년)
이강(李剛, 1878년 4월 18일~1964년 10월 13일)은 대한제국의 독립운동가이다. 아호(雅號)는 오산(吾山, 鰲山)이다.
평안남도 룡강군 출생으로 1903년 하와이로 노동 이민을 떠났다. 하와이에서 영어를 배운 뒤 이듬해인 1904년 샌프란시스코로 이주했다. 그는 이곳에 와 있던 안창호와 자연스럽게 만나게 되었고, 안창호가 창설한 공립협회에 참가하여 《공립신보》의 주필을 지냈다.
1907년 안창호가 귀국하여 조직한 신민회에 참가하였으며, 곧 러시아로 이동하여 블라디보스토크에 신민회 지부를 설치하고 《해조신문》과 《대동공보》를 발행했다. 이때 안중근과 가깝게 지냈으며, 그의 이토 히로부미 저격을 후원한 것으로 알려져 있다.
1919년 3·1 운동 이후 러시아령에서의 독립 운동 단체들이 합작한 대한국민의회, 무장 독립 운동 단체인 신민단을 조직했다. 그러나 여건이 어렵자 1923년 상하이로 망명, 대한민국 임시정부에 가담했고 의정원 의장 등을 지냈다. 이 기간 중 중국에서 일본 경찰에게 체포되어 1928년부터 1930년까지 평양형무소에서 복역하기도 했다.
1962년 건국훈장 독립장이 수여되었다.

## 이외 이력
- 한국독립당 고문 겸 최고위원(1946년~1963년)